# Campeonato Asiático de Atletismo de 2023
A 25ª edição do Campeonato Asiático de Atletismo foi o evento esportivo organizado pela Associação Asiática de Atletismo (AAA) no Estádio Nacional, na cidade de Banguecoque, na Tailândia entre 12 a 16 de julho de 2023. Foram disputados 45 provas no campeonato, com a participação de 625 atletas de 40 nacionalidades, tendo como destaque o Japão com 37 medalhas no total, sendo 16 de ouro. A edição de 2021 que seria realizada em Hangzhou na China foi cancelada devido à Pandemia de COVID-19.

## Quadro de medalhas
| Ordem | País           | Medalha de ouro | Medalha de prata | Medalha de bronze | Total |
| ----- | -------------- | --------------- | ---------------- | ----------------- | ----- |
| 1     | Japão          | 16              | 11               | 10                | 37    |
| 2     | China          | 8               | 8                | 6                 | 22    |
| 3     | Índia          | 6               | 16               | 9                 | 31    |
| 4     | Sri Lanka      | 3               | 2                | 3                 | 8     |
| 5     | Catar          | 2               | 1                | 1                 | 4     |
| 6     | Filipinas      | 2               | 0                | 0                 | 2     |
| 6     | Singapura      | 2               | 0                | 0                 | 2     |
| 8     | Cazaquistão    | 1               | 2                | 1                 | 4     |
| 8     | Uzbequistão    | 1               | 2                | 1                 | 4     |
| 10    | Tailândia      | 1               | 1                | 4                 | 6     |
| 11    | Taipé Chinesa  | 1               | 1                | 0                 | 2     |
| 12    | Coreia do Sul  | 1               | 0                | 2                 | 3     |
| 13    | Vietname       | 1               | 0                | 1                 | 2     |
| 14    | Irão           | 0               | 2                | 1                 | 3     |
| 14    | Arábia Saudita | 0               | 2                | 1                 | 3     |
| 16    | Kuwait         | 0               | 1                | 2                 | 4     |
| 17    | Malásia        | 0               | 0                | 1                 | 1     |
| 17    | Mongólia       | 0               | 0                | 1                 | 1     |
| 17    | Paquistão      | 0               | 0                | 1                 | 1     |
| Total | Total          | 45              | 49               | 45                | 139   |

## Medalhistas
Resultados completos foram publicados.

### Masculino
| Evento                           | Ouro | Ouro      | Prata                                                                                                   | Prata    | Bronze | Bronze   |
| -------------------------------- | --- | --------- | --- | -------- | --- | -------- |
| 100 metros detalhes              | Hiroki Yanagita · Japão                                                                                 | 10.02     | Abdullah Abkar Mohammed · Arábia Saudita                                                                | 10.19    | Hassan Taftian Irão                                                                                           | 10.23    |
| 200 metros detalhes              | Towa Uzawa · Japão                                                                                      | 20.23     | Yang Chun-Han · Taipé Chinesa                                                                           | 20.48    | Koki Ueyama · Japão                                                                                           | 20.53    |
| 400 metros detalhes              | Kentaro Sato · Japão                                                                                    | 45.00     | Fuga Sato · Japão                                                                                       | 45.13    | Yousef Ahmed Masrahi · Arábia Saudita                                                                         | 45.19    |
| 800 metros detalhes              | Ebrahim Alzofairi · Kuwait                                                                              | 1:46.11   | Abubaker Haydar Abdalla · Catar                                                                         | 1:45.33  | Krishan Kumar · Índia                                                                                         | 1:45.88  |
| 1 500 metros detalhes            | Ajay Kumar Saroj · Índia                                                                                | 3:41.51   | Yusuke Takahashi · Japão                                                                                | 3:42.04  | Liu Dezhu · China                                                                                             | 3:42.30  |
| 5 000 metros detalhes            | Hyuga Endo · Japão                                                                                      | 13:34.94  | Kazuya Shiojiri · Japão                                                                                 | 13:43.92 | Gulveer Singh · Índia                                                                                         | 13:48.33 |
| 10 000 metros detalhes           | Ren Tazawa · Japão                                                                                      | 29:18.44  | Shadrack Kimutai Koech · Cazaquistão                                                                    | 29:31.63 | Abhishek Pal · Índia                                                                                          | 29:33.26 |
| 110 metros barreiras detalhes    | Shunya Takayama · Japão                                                                                 | 13.29     | Xu Zhuoyi · China                                                                                       | 13.39    | Yaqoub Alyouha · Kuwait                                                                                       | 13.56    |
| 400 metros barreiras detalhes    | Bassem Hemeida · Catar                                                                                  | 48.64     | Yusaku Kodama · Japão                                                                                   | 48.96    | Santhosh Kumar Tamilarasan · Índia                                                                            | 49.09    |
| 3 000 metros obstáculos detalhes | Ryoma Aoki · Japão                                                                                      | 8:34.91   | Yaser Salem Bagharab · Catar                                                                            | 8:37.11  | Seiya Sunada · Japão                                                                                          | 8:39.17  |
| 4×100 metros estafetas detalhes  | Tailândia · Natawat Iamudom · Soraoat Dapbang · Chayut Khongprasit · Puripol Boonson                    | 38.55 ,   | China · Wu Zhiqiang · Xie Zhenye · Chen Jiapeng · Chen Guanfeng                                         | 38.87    | Coreia do Sul Simon Lee Ko Seung-hwan Shin Min-kyu Park Won-jin                                               | 38.99    |
| 4×400 metros estafetas detalhes  | Sri Lanka · Aruna Dharshana · Rajitha Niranjan · Pabasara Niku · Kalinga Kumarage · Pasindu Kodikara* · | 3:01.56 , | Índia · Amoj Jacob · Muhammed Variyathodi · Mijo Kurian · Rajesh Ramesh · Rahul Kadam* · Nihal William* | 3:01.80  | Catar · Bassem Hemeida · Abubaker Abdalla · Ismail Abakar · Ashraf Osman · Abdirahman Hassan* · Doudai Oumar* | 3:04.26  |
| Marcha 20 km detalhes            | Yutaro Murayama · Japão                                                                                 | 1:24:40   | Wang Kaihua · China                                                                                     | 1:25:29  | Vikash Singh · Índia                                                                                          | 1:29:32  |
| Salto em altura detalhes         | Woo Sanghyeok Coreia do Sul                                                                             | 2.28 m    | Sarvesh Anil Kushare · Índia                                                                            | 2.26 m   | Tawan Kaeodam · Tailândia                                                                                     | 2.26 m   |
| Salto com vara detalhes          | Ernest John Obiena · Filipinas                                                                          | 5.91 m    | Hussain Asim Alhizam · Arábia Saudita                                                                   | 5.56 m   | Huang Bokai · China                                                                                           | 5.51 m   |
| Salto em distância detalhes      | Lin Yu-tang · Taipé Chinesa                                                                             | 8.40 m    | Murali Sreeshankar · Índia                                                                              | 8.37 m   | Zhang Mingkun · China                                                                                         | 8.08 m   |
| Salto triplo detalhes            | Abdulla Aboobacker · Índia                                                                              | 16.92 m   | Hikaru Ikehata · Japão                                                                                  | 16.73 m  | Kim Jang-woo Coreia do Sul                                                                                    | 16.59 m  |
| Arremesso do peso detalhes       | Tajinderpal Singh Toor · Índia                                                                          | 20.23 m   | Mehdi Saberi Irão                                                                                       | 19.98 m  | Ivan Ivanov · Cazaquistão                                                                                     | 19.87 m  |
| Lançamento de disco detalhes     | Abuduaini Tuergong · China                                                                              | 61.19 m   | Eissa Zankawi · Kuwait                                                                                  | 60.23 m  | Muhammad Irfan Bin Shamshuddin Predefinição:Malaysia                                                          | 59.63 m  |
| Lançamento de martelo detalhes   | Wang Qi · China                                                                                         | 72.13 m   | Sukhrob Khodjaev · Uzbequistão                                                                          | 71.83 m  | Shota Fukuda · Japão                                                                                          | 71.80 m  |
| Lançamento de dardo detalhes     | Genki Dean · Japão                                                                                      | 83.15 m   | Manu Devarakeshavi Prakasha · Índia                                                                     | 81.01 m  | Muhammad Yasir · Paquistão                                                                                    | 79.93 m  |
| Decatlo detalhes                 | Yuma Maruyama · Japão                                                                                   | 7745      | Sutthisak Singkhon · Tailândia                                                                          | 7626     | Tejaswin Shankar · Índia                                                                                      | 7527     |

* Indica que os atletas competiram apenas nas baterias e receberam medalhas

### Feminino
| Evento                           | Ouro                                                                                  | Ouro      | Prata                                                                                                  | Prata    | Bronze                                                                                           | Bronze   |
| -------------------------------- | ------------------------------------------------------------------------------------- | --------- | --- | -------- | ------------------------------------------------------------------------------------------------ | -------- |
| 100 metros detalhes              | Shanti Pereira Singapura                                                              | 11.20     | Farzaneh Fasihi Irão                                                                                   | 11.39    | Ge Manqi · China                                                                                 | 11.40    |
| 200 metros detalhes              | Shanti Pereira Singapura                                                              | 22.70     | Jyothi Yarraji · Índia                                                                                 | 23.13    | Li Yuting · China                                                                                | 23.25    |
| 400 metros detalhes              | Nadeesha Ramanayaka · Sri Lanka                                                       | 52.61     | Farida Solieva · Uzbequistão                                                                           | 52.95    | Aishwarya Kailash Mishra · Índia                                                                 | 53.07    |
| 800 metros detalhes              | Tharushi Karunarathna · Sri Lanka                                                     | 2:00.66 , | K.M. Chanda · Índia                                                                                    | 2:01.58  | Gayanthika Artigala · Sri Lanka                                                                  | 2:03.25  |
| 1 500 metros detalhes            | Nozomi Tanaka · Japão                                                                 | 4:06.75   | Yume Goto · Japão                                                                                      | 4:13.25  | Gayanthika Artigala · Sri Lanka                                                                  | 4:14.39  |
| 5 000 metros detalhes            | Yuma Yamamoto · Japão                                                                 | 15:51.16  | Parul Chaudhary · Índia                                                                                | 15:52.35 | Ankita · Índia                                                                                   | 16:03.33 |
| 10 000 metros detalhes           | Haruka Kokai · Japão                                                                  | 32:59.36  | Momoka Kawaguchi · Japão                                                                               | 33:18.72 | Bayartsogt Munkhzaya Mongólia                                                                    | 33:24.79 |
| 100 metros barreiras detalhes    | Jyothi Yarraji · Índia                                                                | 13.08     | Asuka Terada · Japão                                                                                   | 13.13    | Masumi Aoki · Japão                                                                              | 13.26    |
| 400 metros barreiras detalhes    | Robyn Lauren Brown · Filipinas                                                        | 57.50     | Eri Utsunomiya · Japão                                                                                 | 57.73    | Ami Yamamoto · Japão                                                                             | 57.80    |
| 3 000 metros obstáculos detalhes | Parul Chaudhary · Índia                                                               | 9:38.76   | Xu Shuangshuang · China                                                                                | 9:44.54  | Reimi Yoshimura · Japão                                                                          | 9:48.48  |
| 4×100 metros estafetas detalhes  | China · Liang Xiaojing · Wei Yongli · Yuan Qiqi · Ge Manqi                            | 43.35     | Japão · Miu Kurashige · Arisa Kimishima · Remi Tsuruta · Midori Mikase                                 | 43.95    | Tailândia · Supawan Thipat · Supanich Poolkerd · On-Uma Chattha · Athicha Phetkun                | 44.56    |
| 4×400 metros estafetas detalhes  | Vietname · Nguyễn Thị Ngoc · Hoàng Thị Minh Hành · Nguyễn Thị Huyền · Nguyễn Thị Hằng | 3:32.36   | Sri Lanka · Nadeesha Ramanayaka · Lakshima Mendis · Nishendra Harshani Fernando · Tharushi Dissanayaka | 3:33.27  | Índia · Rezoana Mallick Heena · Aishwarya Kailash Mishra · Jyothika Sri Dandi · Subha Venkatesan | 3:33.73  |
| Marcha 20 km detalhes            | Yang Liujing · China                                                                  | 1:32:37   | Priyanka Goswami · Índia                                                                               | 1:34:24  | Yukiko Umeno · Japão                                                                             | 1:36:17  |
| Salto em altura detalhes         | Kristina Ovchinnikova · Cazaquistão                                                   | 1.86 m    | Yelizaveta Matveyeva · Cazaquistão                                                                     | 1.86 m   | Svetlana Radzivil · Uzbequistão                                                                  | 1.83 m   |
| Salto com vara detalhes          | Li Ling · China                                                                       | 4.66 m =  | Niu Chunge · China                                                                                     | 4.51 m   | Chayanisa Chomchuendee · Tailândia                                                               | 4.10 m   |
| Salto em distância detalhes      | Sumire Hata · Japão                                                                   | 6.97 m ,  | Shaili Singh · Índia                                                                                   | 6.54 m   | Zhong Jiawei · China                                                                             | 6.46 m   |
| Salto triplo detalhes            | Mariko Morimoto · Japão                                                               | 14.06 m   | Zeng Rui · China                                                                                       | 14.01 m  | Nguyễn Thị Hường · Vietname                                                                      | 13.68 m  |
| Arremesso do peso detalhes       | Song Jiayuan · China                                                                  | 18.88 m   | Abha Khatua · Índia                                                                                    | 18.06 m  | Manpreet Kaur · Índia                                                                            | 17.00 m  |
| Lançamento de disco detalhes     | Feng Bin · China                                                                      | 66.42 m   | Wang Fang · China                                                                                      | 58.49 m  | Subenrat Insaeng · Tailândia                                                                     | 55.80 m  |
| Lançamento de martelo detalhes   | Zhao Jie · China                                                                      | 69.39 m   | Joy McArthur · Japão                                                                                   | 66.56 m  | Raika Murakami · Japão                                                                           | 64.17 m  |
| Lançamento de dardo detalhes     | Marina Saito · Japão                                                                  | 61.67 m   | Liu Shiying · China                                                                                    | 61.51 m  | Dilhani Lekamge · Sri Lanka                                                                      | 60.93 m  |
| Heptatlo detalhes                | Ekaterina Voronina · Uzbequistão                                                      | 6098      | Swapna Barman · Índia                                                                                  | 5840     | Yuki Yamasaki · Japão                                                                            | 5696     |

* Indica que os atletas competiram apenas nas baterias e receberam medalhas

### Misto
| Evento                          | Ouro                                                                             | Ouro    | Prata                                                                                       | Prata   | Bronze                                                                  | Bronze  |
| ------------------------------- | -------------------------------------------------------------------------------- | ------- | ------------------------------------------------------------------------------------------- | ------- | ----------------------------------------------------------------------- | ------- |
| 4×400 metros estafetas detalhes | Índia · Rajesh Ramesh · Aishwarya Kailash Mishra · Amoj Jacob · Subha Venkatesan | 3:14.70 | Sri Lanka · Aruna Dharshana · Tharushi Dissanayaka · Kalinga Kumarage · Nadeesha Ramanayaka | 3:15.41 | Japão · Kenki Imaizumi · Haruna Kuboyama · Fuga Sato · Nanako Matsumoto | 3:15.71 |

* Indica que os atletas competiram apenas nas baterias e receberam medalhas

## Participantes
625 atletas de 40 nacionalidades participaram do evento.
- Afeganistão (2)
- Bangladesh (5)
- Butão (1)
- Camboja (3)
- China (45)
- Taipé Chinesa (30)
- Hong Kong (33)
- Índia (51)
- Indonésia (16)
- Irão (10)
- Iraque (6)
- Japão (74)
- Jordânia (5)
- Cazaquistão (30)
- Kuwait (4)
- Quirguistão (4)
- Laos (6)
- Líbano (4)
- Macau (5)
- Malásia (27)
- Maldivas (13)
- Mongólia (4)
- Myanmar (2)
- Nepal (8)
- Omã (13)
- Paquistão (3)
- Palestina (4)
- Filipinas (21)
- Catar (16)
- Arábia Saudita (15)
- Singapura (15)
- Coreia do Sul (19)
- Sri Lanka (13)
- Tajiquistão (3)
- Tailândia (62)
- Timor-Leste (2)
- Turquemenistão (5)
- Uzbequistão (25)
- Vietname (19)
- Iêmen (2)

Legenda
| Recorde mundial       | Recorde mundial (World record)               |                       | Recorde africano                      | Recorde africano (African) |                                           | Q | Classificado por posição (Qualified) |
| Recorde do campeonato | Recorde do campeonato (Championship record)  | Recorde da América    | Recorde da América (Americas)         | q                          | Classificado por melhor tempo (Qualified) |   |                                      |
| Melhor marca do ano   | Melhor marca do ano (World leading)          | Recorde asiático      | Recorde asiático (Asian)              | DNS                        | Não largou (Did not start)                |   |                                      |
| Recorde nacional      | Recorde nacional (National record)           | Recorde europeu       | Recorde europeu (European)            | DNF                        | Não terminou (Did not finish)             |   |                                      |
| Recorde pessoal       | Recorde pessoal do atleta (Personal best)    | Recorde da Oceania    | Recorde da Oceania (Oceania)          | DSQ / DQ                   | Desclassificado (Disqualified)            |   |                                      |
| Recorde da temporada  | Recorde da temporada do atleta (Season best) | Recorde sul-americano | Recorde sul-americano (South America) | NM                         | Sem marca (No mark)                       |   |                                      |